# Pistius kanikae
Pistius kanikae är en spindelart som beskrevs av C.C. Basu 1964. Pistius kanikae ingår i släktet Pistius och familjen krabbspindlar. Inga underarter finns listade i Catalogue of Life.